# Thomas Bartholin den yngre
 Der er flere personer med dette navn, se Thomas Bartholin.
Thomas Bartholin den yngre (født 29. marts 1659 i Roskilde, død 5. november 1690) var en dansk oldforsker, søn af Thomas Bartholin den ældre.
Bartholin blev 18 år gammel udnævnt ("designeret") til historisk professor, 1684 til kongelig antikvarius. I dette embede indsamlede han i sit korte liv en stor mængde håndskrifter til Danmarks historie. I 1684 kom Bjørn Magnusson fra Island og overbragte Bartholin Möðruvallabók, der havde været i familiens eje.
4. april 1685 fik han udstedt et kongebrev, der nedlagde forbud mod svenske antikvarers overhåndtagende opkøb af gamle håndskrifter på Island. Et kongebrev fra 19. februar 1687 fik iværksat en omfattende indsamling fra hele riget af historiske skrifter. Hvad der fandtes i København fik han lavet afskrifter af (Bartholins Collectanea); heraf udgør de ni første bind en annalistisk bearbejdelse af dans kirkehistorie frem til 1552, Bartholins Annales. Hans skrift Antiqvitatum Danicarum de causis comtemptæ a Danis adhuc gentilibus mortis libri tres (dvs. Tre bøger om danske antikviteter om årsagerne til danernes dødsforagt mens de endnu var hedninge, 1689) på ca 700 sider er et for sin tid enestående eksempel på nordisk oldforskning. I 1739 blev disse af en arving overdraget til universitetsbiblioteket og findes nu i det kongelige bibliotek.
Efter to års sygdom døde han af lungetuberkulose og er begravet på Vor Frue kirkegård i København. Han var gift med Anne Tistorph, datter af sognepræsten ved
Nikolajkirken. De fik en datter og en søn. Sidstnævnte blev født 16 dage før sin fars død, men førte hans navn videre med ære. 